# 明倫館

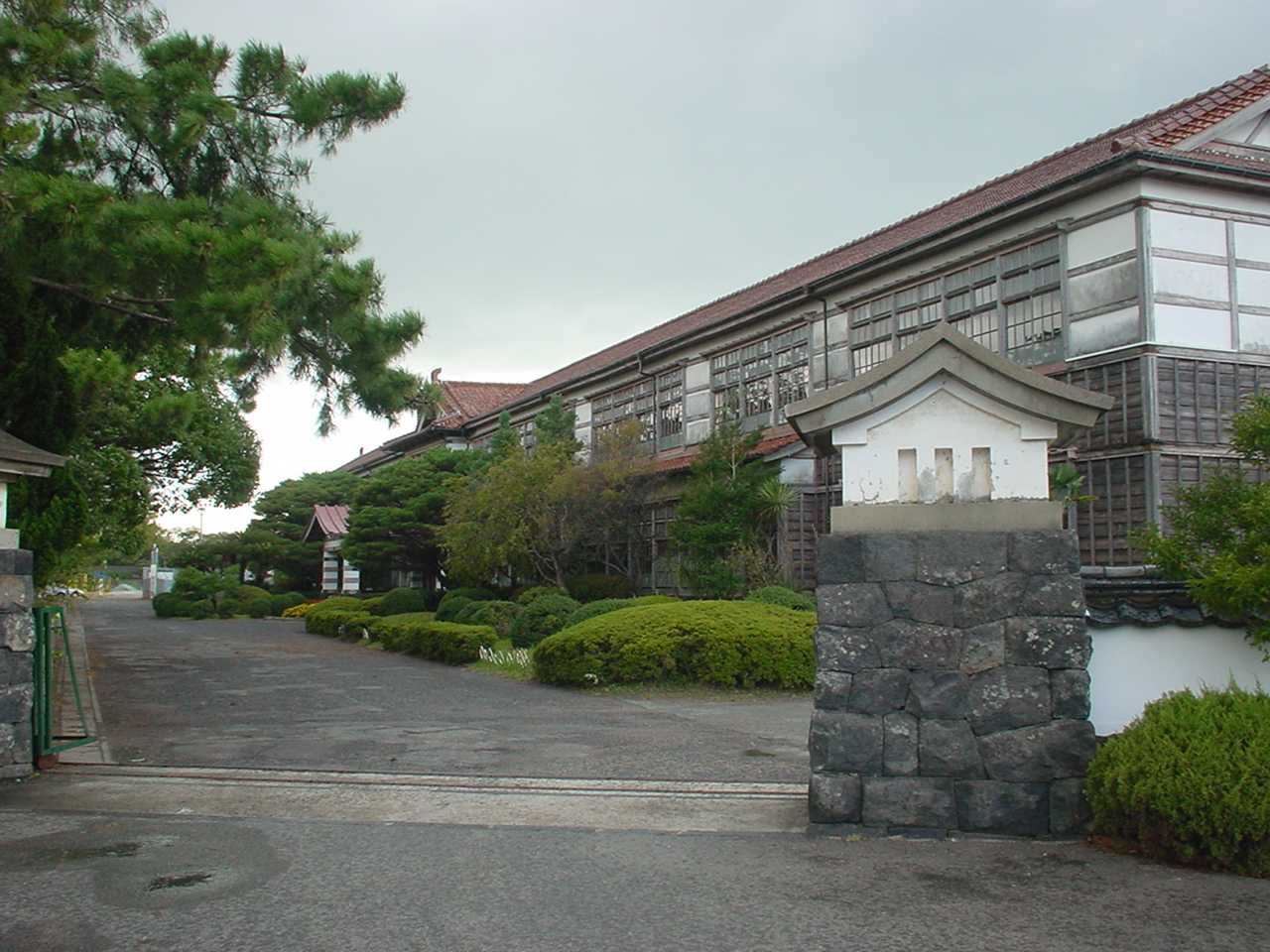
萩明倫館の跡地に建つ萩市立明倫小学校

明倫館（めいりんかん）は、長州藩の藩校。水戸藩の弘道館、岡山藩の閑谷黌と並び、日本三大学府の一つと称された。

## 概要
毛利氏は大江匡房や広元を祖とする家柄で、学問を重んじる伝統を持ち、享保3年(1718)、5代藩主毛利吉元が明倫館を創建した。
江戸時代に全国で300近くあった藩校のうち12番目に出来たもので、三の丸(堀内地区)の旧明倫館は940坪の敷地内に、孔子、孟子などの木主を納めた大成殿を中心に配置され、左右に剣術場、槍術場、砲術場などの武道場が館の外周を形成していた。
藩主吉元は、明倫館初代学頭の小倉尚斎とともに幕府大学頭林家の塾である昌平坂学問所に学んだ林家朱子学の正系であったので、藩学の構造、教育内容、儀式等多くが昌平坂学問所を模範としたものであった。
「明倫館」の名称は、当時の侍講、2代学頭となった山県周南の命名による。出典は「孟子」の滕文公編(上)の三章。
「上に立つものが教育の力によって人間の道を明らかにして教え導けば、下、人民はみなそれに感化されて互いに親しみあい国は大いに治まる(皆、人倫を明らかにする所以なり)」
明倫館は、設備、教育内容ともに全国でも有数の藩校とされる。嘉永2年（1849）に現在地（江向）に移転するまでの130年間にわたって、ここで藩政を担う藩士育成のための教育が行われていた。天保11年(1840)吉田松陰(当時11歳)が藩主毛利敬親に「武教全書」の御前講義を行ったことは有名。なお、現在は旧明倫館の石碑が建つのみで当時の遺構はない。
1849年（嘉永2年）、13代藩主・毛利敬親が藩政改革に伴い萩城下江向へ移転（敷地15,184坪。建物総坪数11,328坪、練兵場3,020坪）。
明倫館の蔵書は、荻生徂徠および徂徠門下の著作や反朱子学を標榜する著作が多く、朱子学を標榜しつつも、実際は徂徠学に近い側面を有していた。また、蔵書の貸し出しは書生以外にも認められており、徂徠の『政談』の言説の影響が見られる。
1863年（文久3年）、藩庁の山口移転により、上田鳳陽が1815年（文化12年）に山口市中河原に開設していた私塾山口講堂（後に山口講習堂）を山口明倫館と改称、藩校に改め、萩・山口の両明倫館が並立することとなる。

## 萩明倫館
萩明倫館は、敷地内に明倫小学校が建設され、1929年（昭和4年）12月17日、国の史跡に指定されている。敷地内には、有備館、水練池、聖賢堂などの遺構が残っている。
明倫小学校の木造校舎は2014年（平成26年）3月まで使用され（隣接地に新築移転）、2017年（平成29年）3月に敷地一帯が明治維新150年記念事業として整備され、本館は萩市の観光拠点施設「萩・明倫学舎」、2号館は世界遺産・明治日本の産業革命遺産 製鉄・製鋼、造船、石炭産業萩エリアの「世界遺産ビジターセンター」となっている（ビジターセンターは有料で要300円）。
小山ゆうのデビュー作『おれは直角』は、萩明倫館が舞台である。

### 有名な出身者
- 井上馨
- 上田鳳陽
- 桂小五郎
- 国重正文
- 高杉晋作
- 長井雅楽
- 乃木希典
- 吉田松陰

## 山口明倫館
山口明倫館は、山口講習堂時代の1861年（文久元年）に、山口市内中心部の亀山東麓にある、堀に囲まれた広大な敷地（亀山校地）に移転した。山口明倫館には文学寮（小学舎と編集局）と兵学寮（歩兵・騎馬・砲兵の三兵塾）が置かれていた。

### 亀山校地
亀山校地・キャンパスは、その後身諸校（旧旧山口高等学校→旧制山口高等商業学校→旧制山口経済専門学校→山口大学経済学部）に受け継がれ、110年間に亘り使用された。1973年（昭和48年）、経済学部が山口大学本部のある吉田（平川）キャンパスへ移転・統合された後は、パークロード建設のため藩校以来の堀も埋められたが､その後一部が復元され、跡地には山口県立美術館、鳳陽館（鳳陽会＜山口大学経済学部・旧高商・旧経専同窓会＞館）、「鳳陽寮歌石碑」が建てられている｡
大村益次郎が、幕長戦争（長州征討）を前に、明倫館兵学寮教授として、山田顕義等普門寺塾（別名三兵塾）生に対し、士官養成のための近代兵学教練を行ったのが、ここ亀山校地である。